# Aniane
 Aniane  (en occitano Aniana) es una población y comuna francesa, situada en la región de Occitania, departamento de Hérault, en el distrito de Montpellier y cantón de Aniane.
El medieval Puente del Diablo entre Aniane y Saint-Jean-de-Fos se encuentra incluido como parte del lugar Patrimonio de la Humanidad llamado «Caminos de Santiago de Compostela en Francia» (Código 868-033).

## Demografía

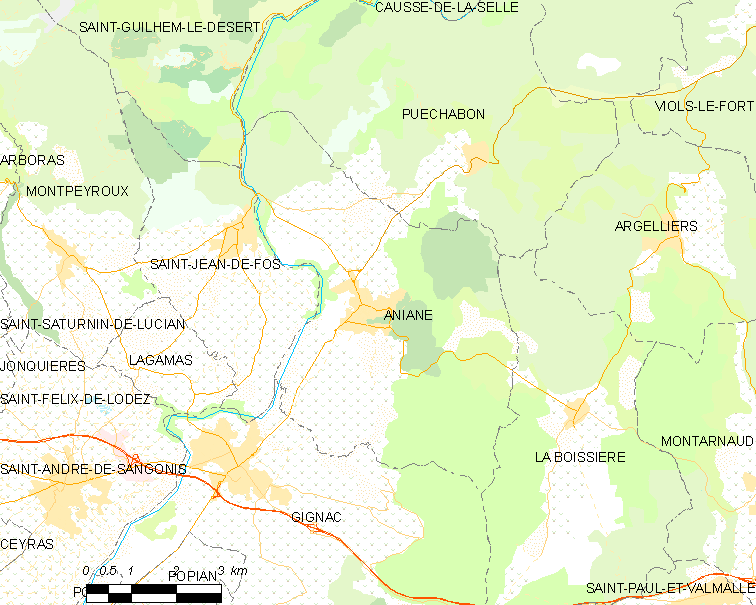
Mapa

| 1794 | 1773 | 1684 | 1617 | 1725 | 2098 | 2931 |
| Para los censos de 1962 a 1999 la población legal corresponde a la población sin duplicidades (Fuente: INSEE [Consultar]) |      |      |      |      |      |      |